# Nils Djurberg (1899–1967)
Nils Stensson Djurberg, född den 11 januari 1899 i Fredsbergs församling, Skaraborgs län, död den 8 mars 1967 i Tibro, var en svensk militär. Han var son till Sten Djurberg. 
Djurberg avlade studentexamen i Skövde 1918 och officersexamen 1921. Han blev fänrik vid Skaraborgs regemente sistnämnda år, löjtnant där 1923 och kapten 1936. Djurberg genomgick Krigshögskolan 1930–1932 samt Infanteriskjutskolan 1928 och 1937. Han tjänstgjorde i generalstaben 1933–1936 och var lärare vid Krigsskolan 1936–1940, kompanichef där 1940–1941. Djurberg befordrades till major vid Älvsborgs regemente 1942 och till överstelöjtnant där 1949. Han var inskrivningschef vid regementet 1949–1954 och beviljades avsked sistnämnda år. Djurberg blev riddare av Svärdsorden 1942. Han vilar i sin hustrus familjegrav på Sankta Elins kyrkogård i Skövde.